# New Martinsville
New Martinsville is een plaats (city) in de Amerikaanse staat West Virginia, en valt bestuurlijk gezien onder Wetzel County.

## Demografie
Bij de volkstelling in 2000 werd het aantal inwoners vastgesteld op 5984.
In 2006 is het aantal inwoners door het United States Census Bureau geschat op 5649, een daling van 335 (-5,6%).

## Geografie
Volgens het United States Census Bureau beslaat de plaats een oppervlakte van
7,2 km², geheel bestaande uit land. New Martinsville ligt op ongeveer 190 m boven zeeniveau.

## Plaatsen in de nabije omgeving
De onderstaande figuur toont nabijgelegen plaatsen in een straal van 20 km rond New Martinsville.